# افشین نخعی
افشین نخعی (زاده ۲۹ فروردین ۱۳۴۹ در تهران) بازیگر سینما و تلویزیون اهل ایران است.

## فیلم‌شناسی

### سینما
- پدر آن دیگری (۱۳۹۳)
- عقاب صحرا (۱۳۹۱)
- چهل سالگی (۱۳۸۷)
- آواز قو (۱۳۷۹)
- صدای سخن عشق (۱۳۷۹)
- سرعت (۱۳۷۵)
- سرزمین آرزوها (۱۳۶۶)

### مجموعه تلویزیونی
- رخنه (۱۴۰۳)
- خداداد (۱۴۰۱)
- صبح آخرین روز (۱۴۰۰)
- بچه مهندس فصل‌های ۱ تا ۳ (۱۳۹۶–۱۳۹۸)
- گسل (۱۳۹۶)
- کشیک قلب (۱۳۹۵)
- لارستان ۶:۳۰ بامداد (۱۳۹۱) (فیلم تلویزیونی)
- عامل سوم (۱۳۹۰) (مجموعه تلویزیونی)
- اولتیماتوم (مجموعه تلویزیونی) (۱۳۸۹) (مجموعه تلویزیونی)
- راز ققنوس (۱۳۸۵)
- تا صبح (۱۳۸۵)
- آتش و شبنم (۱۳۸۲)
- سفر سبز (۱۳۸۱)
- شب چراغ (مجموعه تلویزیونی) (۱۳۸۱)
- پرونده‌های مجهول (۱۳۸۰)
- بیابان عشق (۱۳۸۰)
- یاس‌های کوچک (۱۳۷۹)
- هم‌پیمان (۱۳۷۹)
- انتظار سرخ (۱۳۷۷)
- روایت انقلاب (۱۳۷۷)